# Juan Mari Atutxa Mendiola
Juan Mari Atutxa Mendiola (Areatza, 18 de maig de 1941) és un polític basc, d'ideologia nacionalista basca, la trajectòria política del qual ha tingut lloc íntegrament al País Basc.
Militant del Partit Nacionalista Basc (PNB), va ser tinent d'alcalde de Lemoa (1987-1991), diputat en el Parlament Basc, diputat foral d'agricultura de Biscaia, Conseller d'Interior del Govern Basc (1991-1998) i president del Parlament Basc (1998-2005).

## Inicis
Militant del PNB, el 1980 va ser candidat al Parlament Basc per Biscaia encara que no va sortir escollit, ocupant l'any 1983 escó en les Juntes Generals d'aquesta província fins a 1987, quan va ser designat Diputat d'Agricultura fins a febrer de 1991, tasca que va compaginar amb el seu càrrec de tinent-alcalde de Lemoa entre 1987 i 1991.

## Conseller d'Interior (1991-1998)
Durant la seva etapa com a conseller d'Interior, es va aprovar la Llei de policia del País Basc i es va completar el desplegament de l'Ertzaintza en tot el territori de la comunitat.
Igualment sota la seva direcció es va aprovar la Llei d'atenció d'emergències, text que va unificar en un sol centre de coordinació l'accés als serveis d'emergència del País Basc.
Altres actuacions notables en la seva etapa com a conseller van ser l'aprovació de la Llei d'espectacles mitjançant la qual es van posar en marxa campanyes d'inspeccions periòdiques en els edificis i locals que acullen espectacles públics en el País Basc per a revisar les seves condicions de seguretat.
Igualment com a responsable de l'organització electoral va procedir a la renovació de la Llei electoral que incorporava com a novetat la possibilitat de celebrar consultes electorals mitjançant el vot electrònic.
En el seu mandat, el Departament d'Interior va introduir nombroses innovacions en les operacions de recompte electoral avançant la velocitat dels escrutinis i oferint mecanismes de presentació dels resultats interactius. Va ser la primera administració estatal en oferir el seguiment de l'escrutini electoral a través d'Internet.

## President del Parlament Basc (1998-2005)
Com a President del Parlament Basc va ser objecte d'una querella per un presumpte delicte de desobediència a l'autoritat judicial per part de la fiscalia i del sindicat d'ultradreta Manos Limpias per negar-se a complir l'orde del Tribunal Suprem de dissoldre el grup parlamentari format pel partit llavors il·legalitzat Batasuna, Sozialista Abertzaleak. El 7 de novembre del 2005, el Tribunal Superior de Justícia del País Basc va absoldre a Atutxa i a la resta d'acusats en trobar-se protegits per la immunitat parlamentària. No obstant això, el Tribunal Suprem va decidir (7 de novembre del 2006) tornar la sentència absolutòria al Tribunal Superior de Justícia del País Basc perquè dictés una sentència en què es pronunciés sobre el fons de l'assumpte (si Atutxa va cometre o no delicte en negar-se a dissoldre el grup parlamentari de Sozialista Abertzaleak).
Posteriorment el Tribunal Superior de Justícia del País Basc va tornar a absoldre a Atutxa (5 de gener del 2007), però el Tribunal Suprem va admetre a tràmit un nou recurs de Manos Limpias (13 de març del 2007). El gener del 2008, el Tribunal Suprem li va condemnar a dos anys d'inhabilitació per a tot càrrec públic, i al pagament d'una multa. El govern basc va emetre una crítica declaració com a resposta.
Finalment, la justícia europea va absoldre, després de 13 anys, Juan Mari Atutxa contradient l'espanyola, que l'havia condemnat a inhabilitació per a càrrec públic.

## Actualitat
Actualment Juan Mari Atutxa és president de la Fundació Sabino Arana.